# سایتو توشیتاکا
سایتو توشیتاکا (به ژاپنی: 斎藤利堯)، تولد احتمالاً ۱۵۳۷ میلادی، یک فرمانده نظامی و دایمیو از دوره سنگوکو تا دوره آزوچی-مومویاما. پسر چهارم سایتو دوسان و خواهرزاده اینابا یوشی‌میچی بود. نام رایج گنبا است. او  خواهر و برادرش یوشیتاسو، ماگوشیرو، کیهیجی، توشیهارو و نوهیمه هستند.